# 矢祭山
矢祭山（やまつりやま）は、福島県東白川郡矢祭町にある山である。

## 概要
標高は382.7m。うつくしま百名山の一つである。奥久慈の山の一つであり、県立奥久慈自然公園の中にある。山の南側一帯は矢祭山公園となっており、サクラやツツジ、紅葉の名所である。シーズン中は多くの観光客で賑わう。また、山の南東側に久慈川が流れ、沿うように国道118号、水郡線が走る。付近は鮎釣りのスポットとして知られる。

## ギャラリー

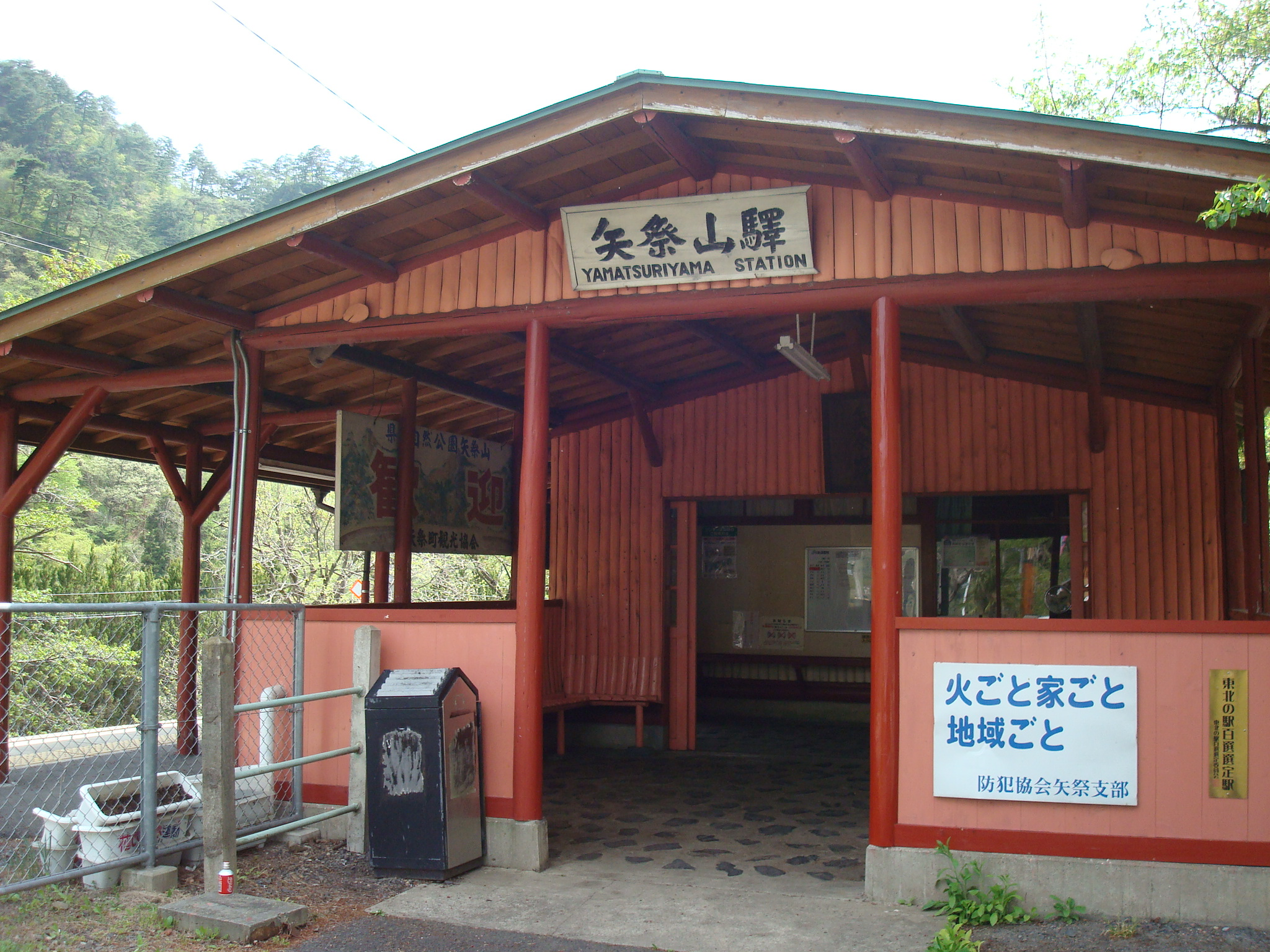
矢祭山駅
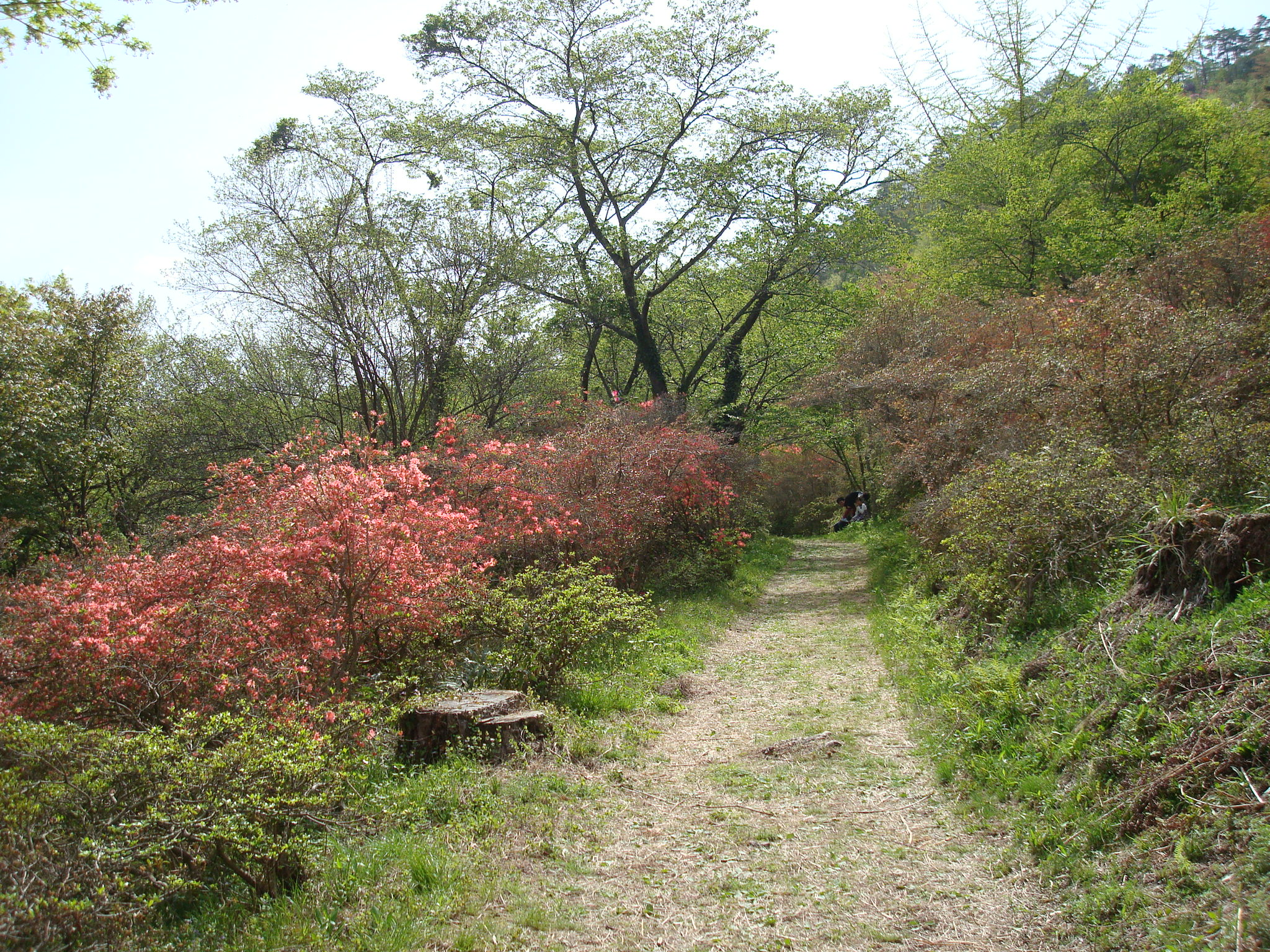
矢祭山のツツジ
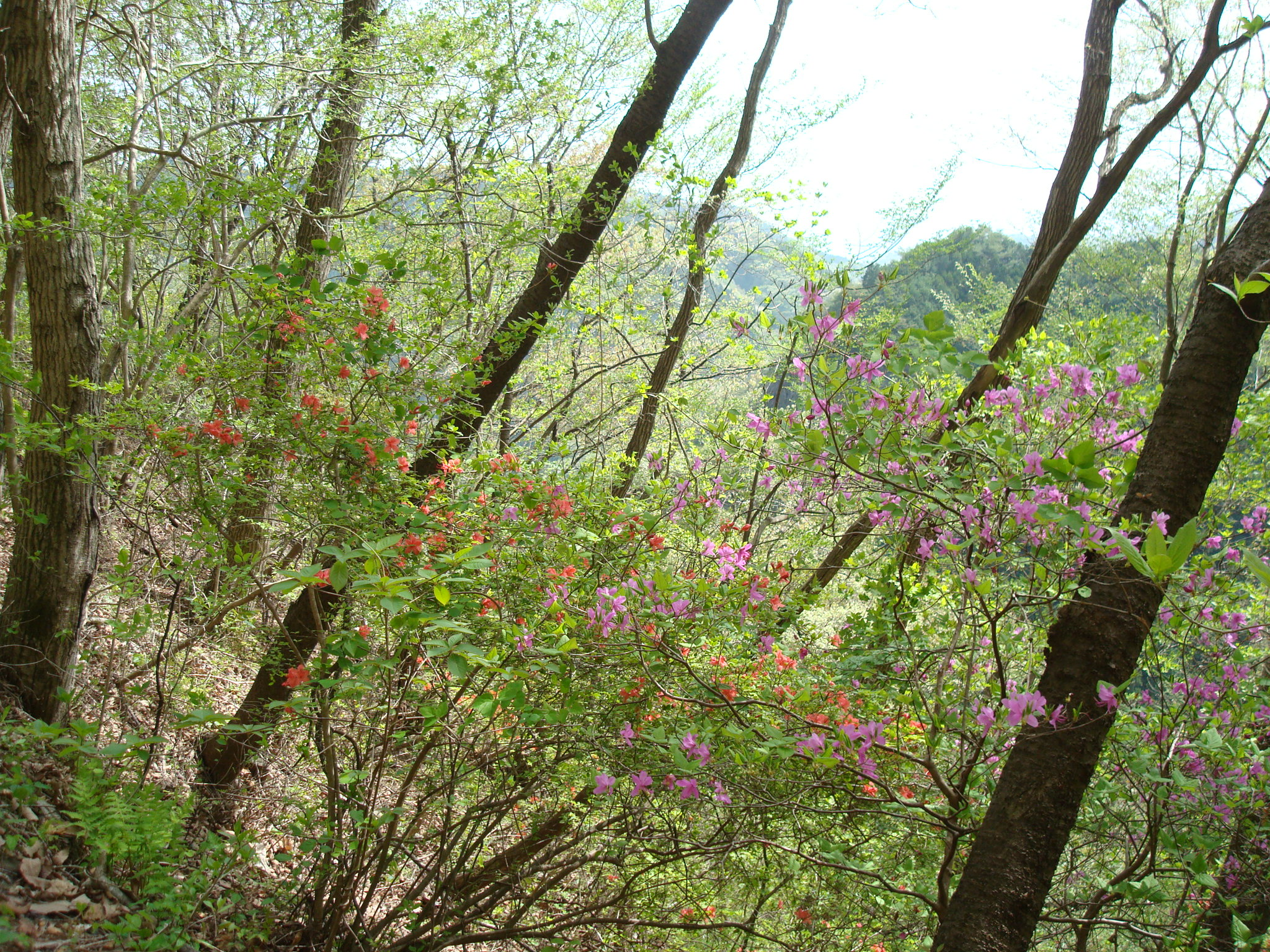
自生するツツジ
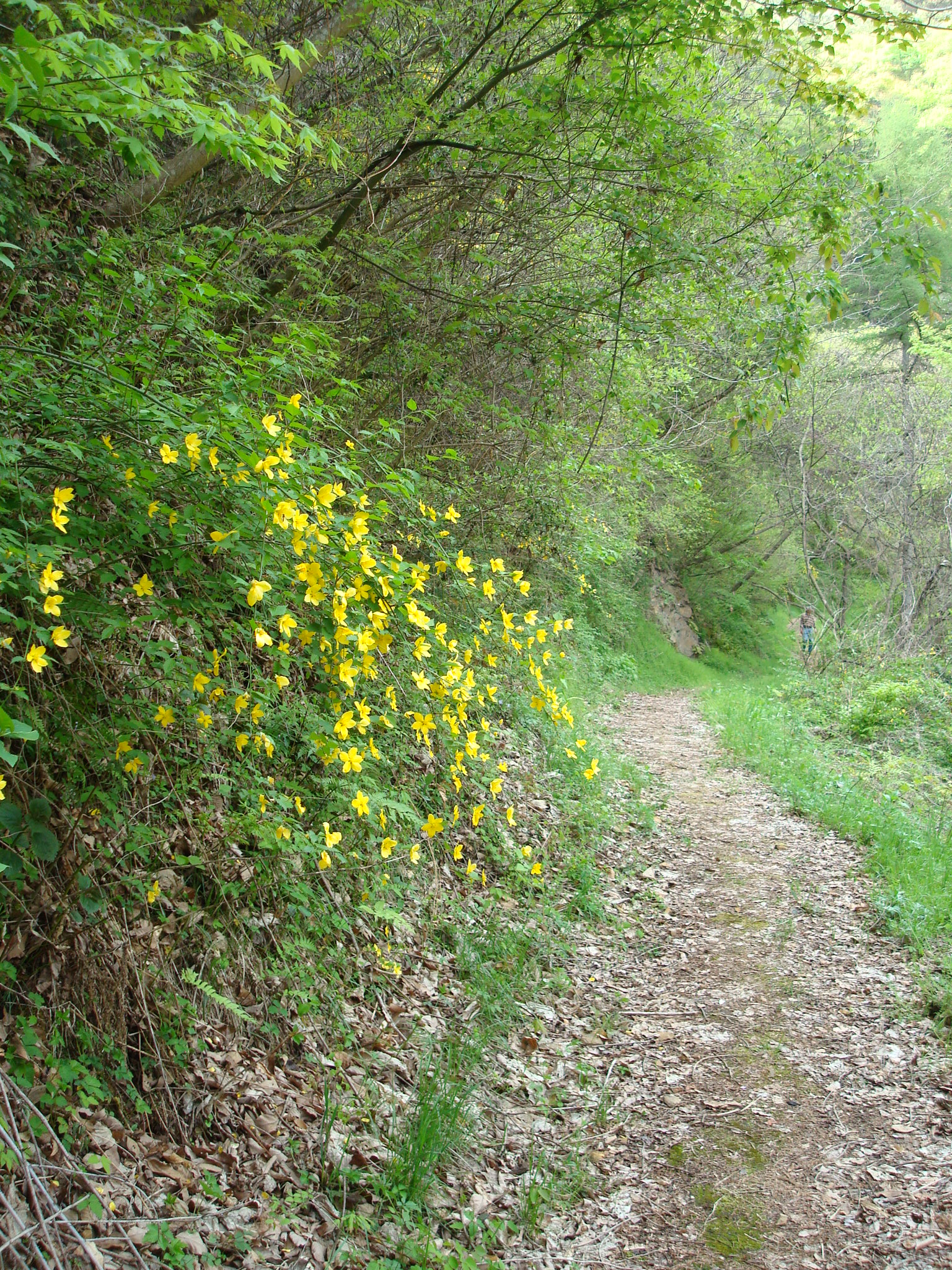
ヤマブキ
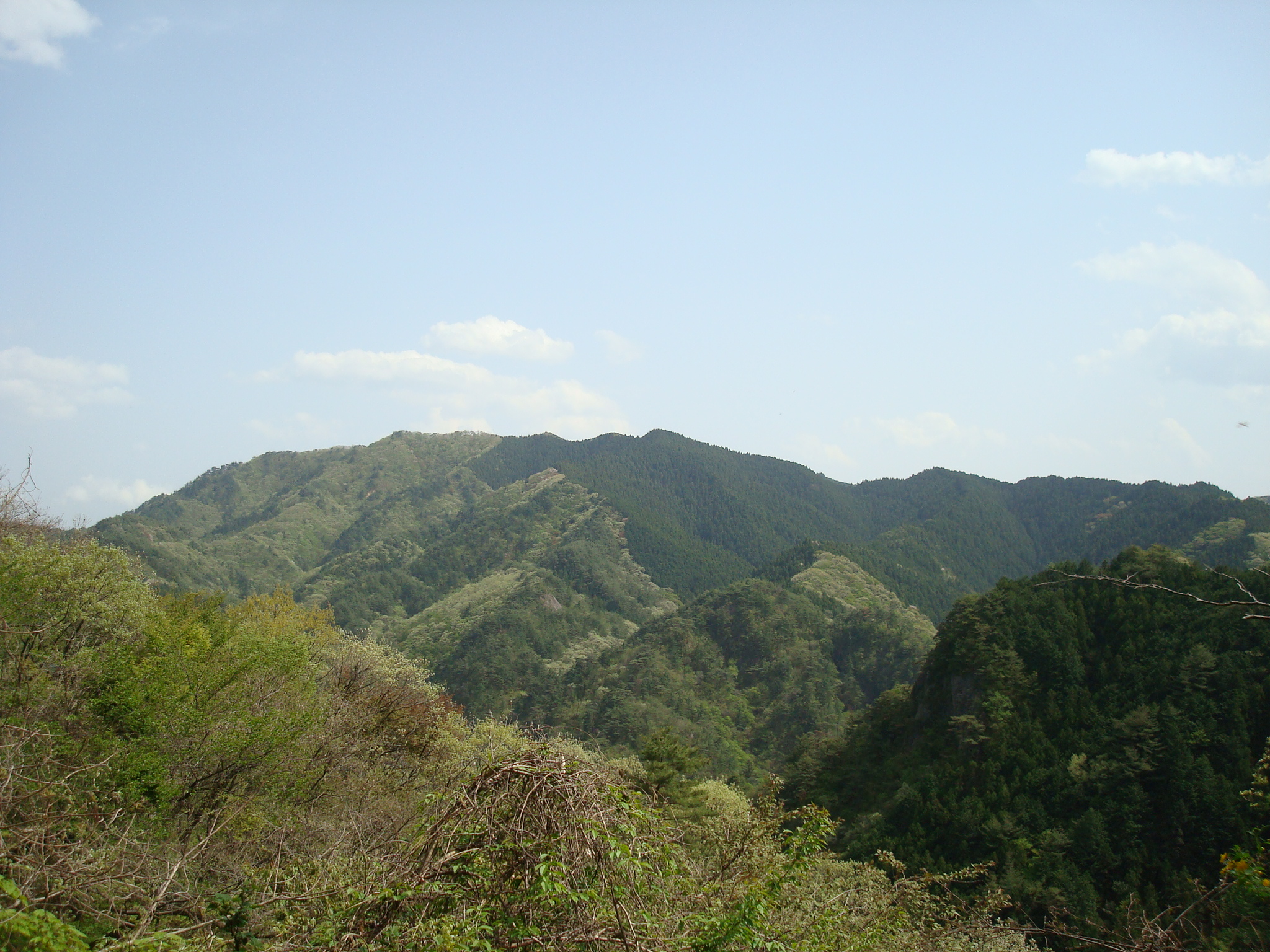
矢祭山から見た檜山
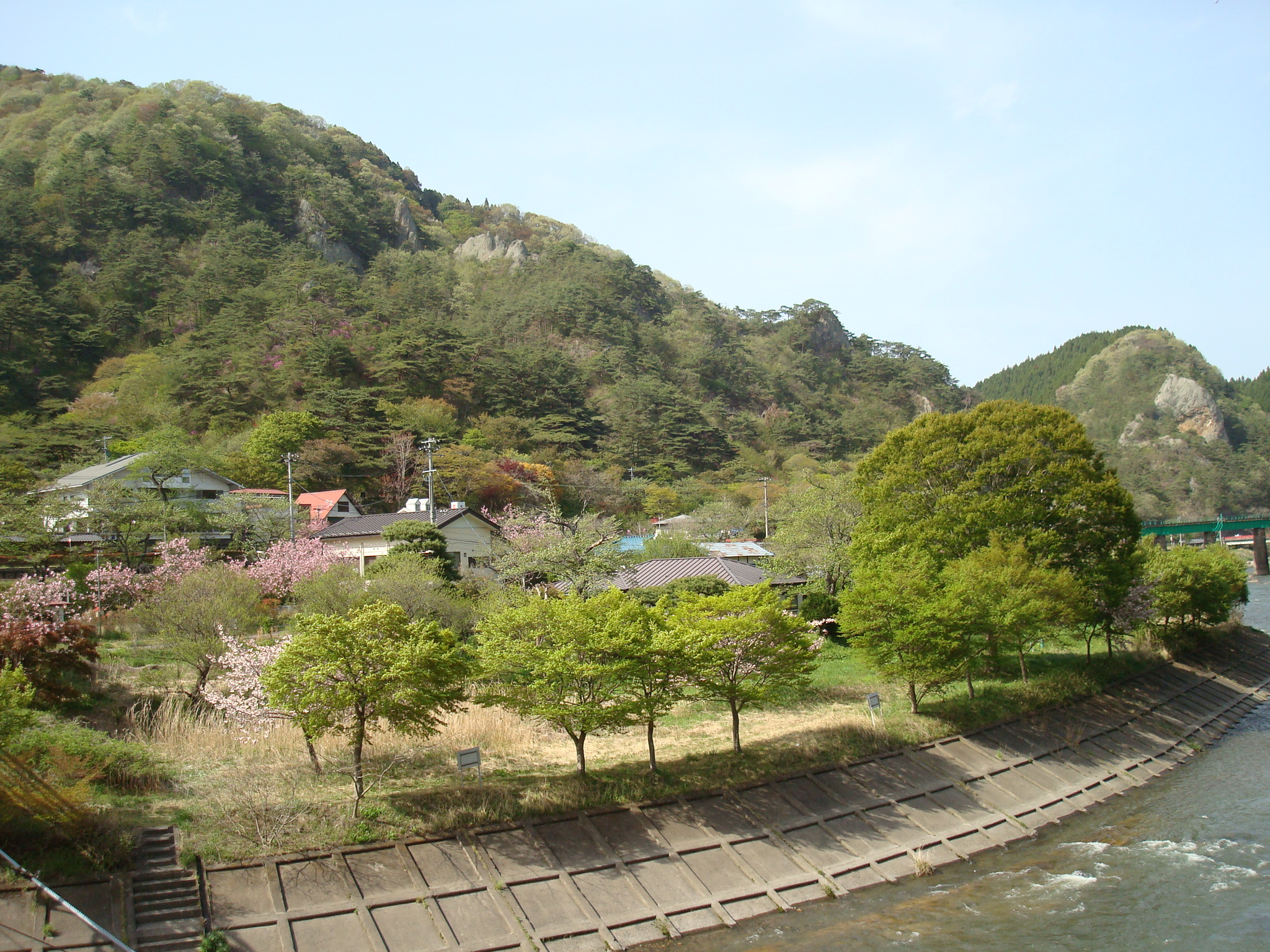
矢祭山と久慈川

## 交通
- 水郡線矢祭山駅から徒歩。